# 크로아티아 올림픽 위원회
크로아티아 올림픽 위원회(크로아티아어: Hrvatski olimpijski odbor)는 크로아티아의 국가 올림픽 위원회이다. IOC 코드는 CRO이다. 본부는 자그레브에 있으며 유럽 올림픽 위원회에 소속되어 있다.
1991년에 설립되었으며 1993년에 국제 올림픽 위원회의 승인을 받았다. 37개 국가 하계 스포츠 종목 연맹과 7개 국가 동계 스포츠 종목 연맹이 소속되어 있으며 크로아티아의 스포츠 발전을 담당한다. 또한 올림픽, 유러피언 게임을 비롯한 국제 스포츠 대회에 참가하는 크로아티아의 선수들을 대표한다.

## 같이 보기
- 올림픽 크로아티아 선수단